# آدم بريس
آدم بريس (بالإنجليزية: Adam Brace)‏ هو كاتب مسرحي بريطاني، ولد في 1980 في لندن في المملكة المتحدة.